# Дженнер (кратер)

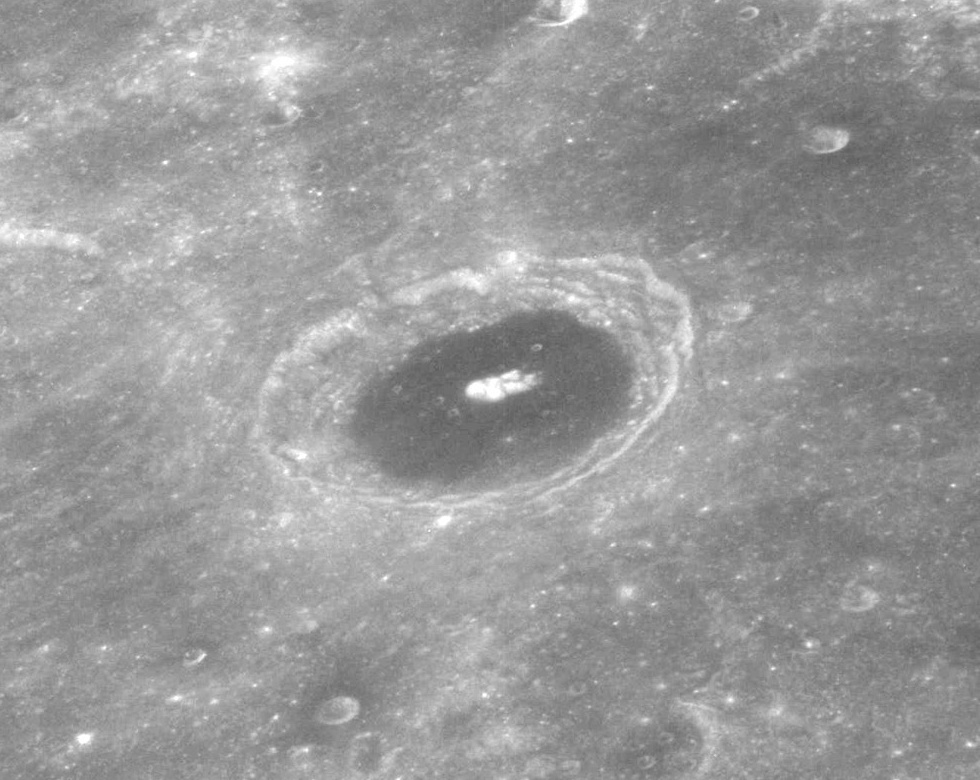
Знімок Аполлона-8 (1968)

Дженнер (лат. Jenner) — кратер на зворотному боці Місяця, в Морі Південному. Діаметр — 74 км. Названий на честь англійського лікаря Едварда Дженнера, винахідника щеплення проти віспи. Ця назва була затверджена Міжнародним астрономічним союзом у 1970 році.

## Розташування
Незважаючи на розташування цього кратера на зворотному боці Місяця, іноді завдяки лібрації його можна побачити з Землі — на самому краю місячного диска. Координати його центру — 42°01′ пд. ш. 95°59′ сх. д. / 42.01° пд. ш. 95.98° сх. д. На сході він межує з великим кратером Лемб. У його околицях, як і скрізь у Морі Південному, є й багато інших кратерів, майже затоплених лавою.

## Опис
Дженнер має дещо неправильні обриси, яскраво виражені тераси на схилах та центральну гірку. Його південно-східний схил удвічі ширший за протилежний. Загалом цей кратер добре зберігся, але його дно залите темною лавою та всіяне дрібними кратерами. Подекуди там трапляються характерні низькі хребти-«зморшки». Вони, ймовірно, утворилися при просіданні лавового покриву під дією власної ваги, що призвело до зминання його поверхні. Дженнер оточений ореолом викидів та численними вторинними кратерами.
Утворився цей кратер, згідно з оцінками, в пізньоімбрійському періоді. Оскільки його викиди перекривають сусідню морську поверхню, він молодший за неї. Але морський покрив його дна ще молодший.

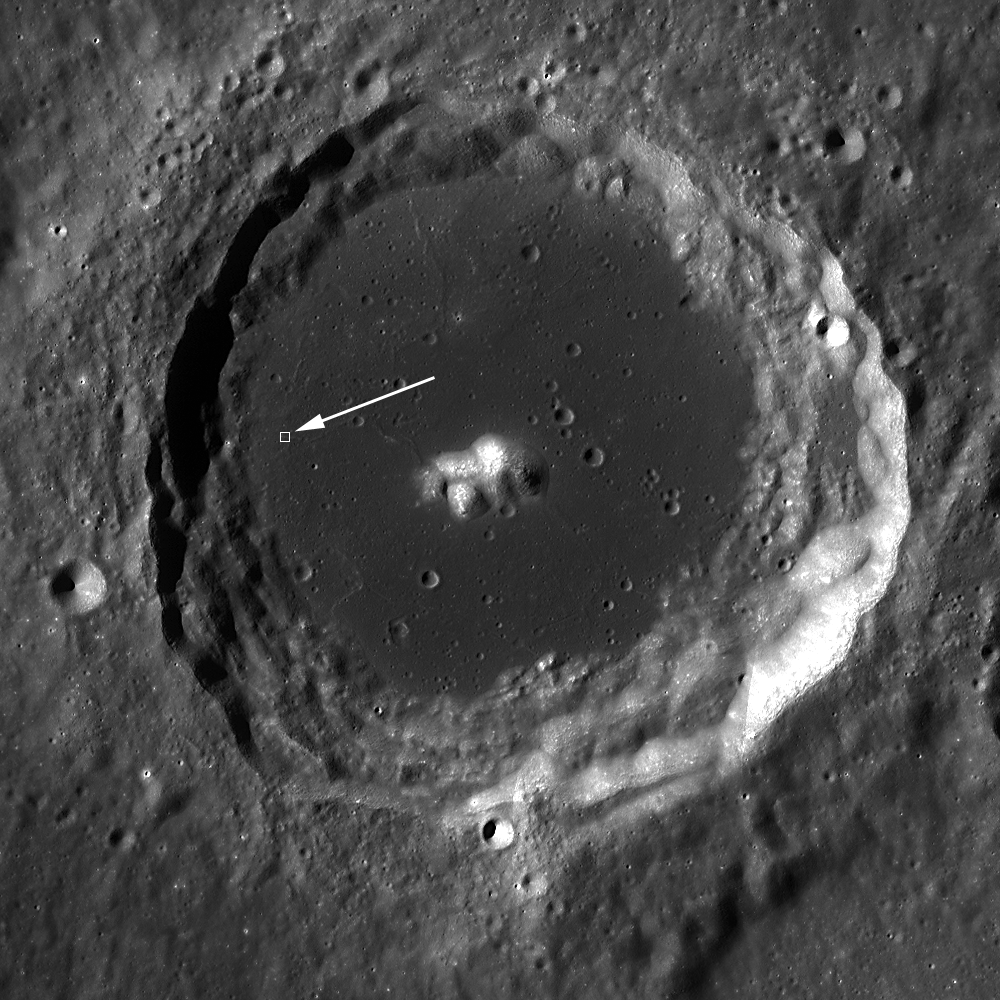
Дженнер (мозаїка знімків LRO). Стрілка показує розташування наступного знімку.
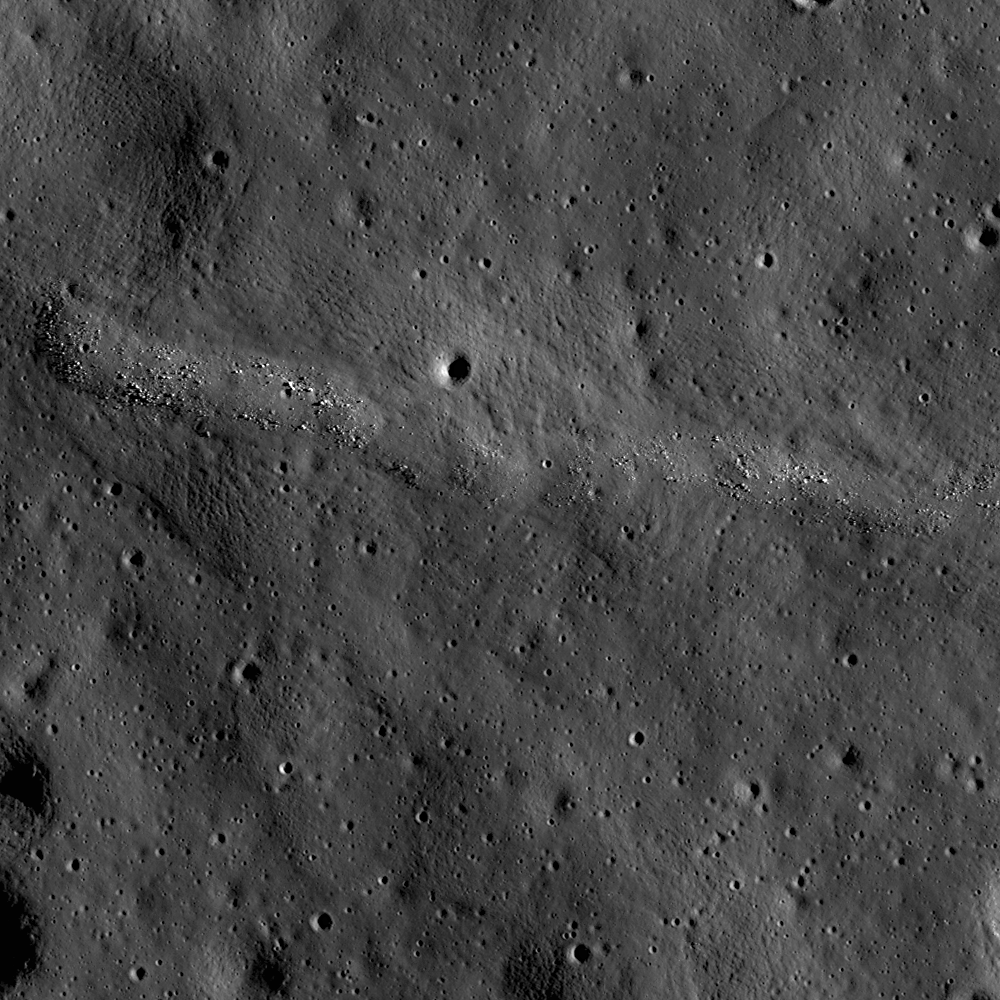
Частина хребта на дні Дженнера. Ширина знімку — 1350 м.

## Сателітні кратери
Ці кратери, розташовані в околицях Дженнера, носять його ім'я з доданням великої латинської літери.
| Дженнер | Координати                                                | Діаметр, км |
| ------- | --------------------------------------------------------- | ----------- |
| M       | 45°51′ пд. ш. 95°41′ сх. д. / 45.85° пд. ш. 95.69° сх. д. | 11          |
| X       | 37°19′ пд. ш. 93°50′ сх. д. / 37.32° пд. ш. 93.83° сх. д. | 12          |
| Y       | 38°30′ пд. ш. 94°46′ сх. д. / 38.50° пд. ш. 94.77° сх. д. | 31          |